# Titularbistum Marazanae Regiae
Marazanae Regiae (ital.: Marazane Regie) ist ein Titularbistum der römisch-katholischen Kirche.
Es geht zurück auf ein ehemaliges Bistum in der antiken Stadt gleichen Namens in der römischen Provinz Byzacena bzw. Africa proconsularis in der Sahelregion von Tunesien.
| Titularbischöfe von Marazanae Regiae |                               |                                                              |                 |                   |
| Nr.                                  | Name                          | Amt                                                          | von             | bis               |
| 1                                    | Domenico Petroni              | emeritierter Bischof von Venosa (Italien)                    | 5. Oktober 1966 | 30. November 1970 |
| 2                                    | Agapito Simeoni               | Weihbischof in Avellino (Italien)                            | 24. April 1972  | 9. Mai 1974       |
| 3                                    | Juan José Larrañeta Olleta OP | Weihbischof / Apostolischer Vikar in Puerto Maldonado (Peru) | 10. April 1976  |                   |